# Lincoln (automerk)

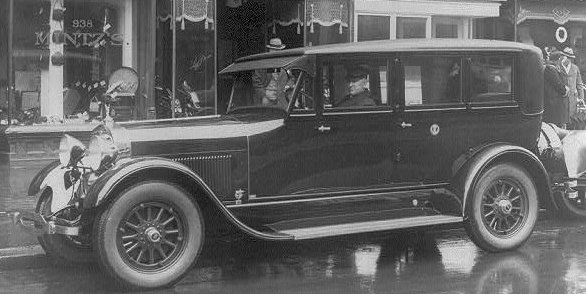
Lincoln Limousine uit 1924.

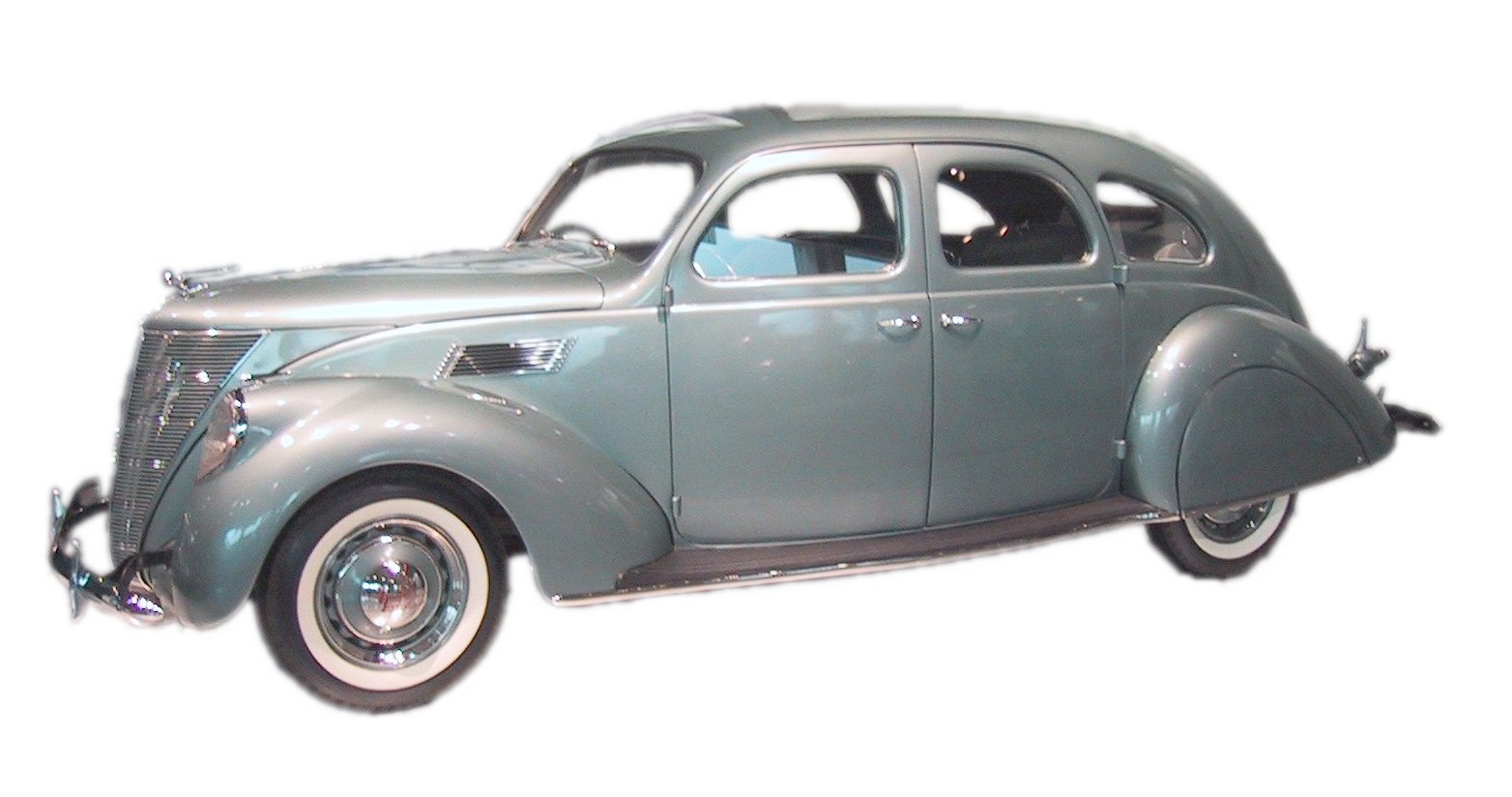
Lincoln Zephyr uit 1937.

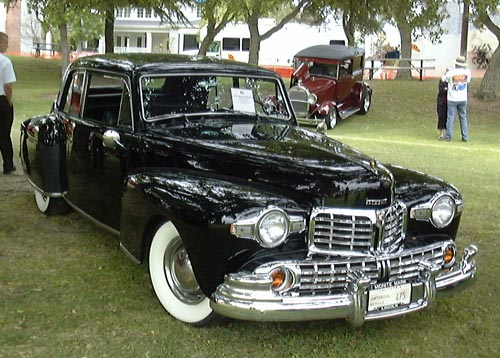
Lincoln Continental uit 1948.

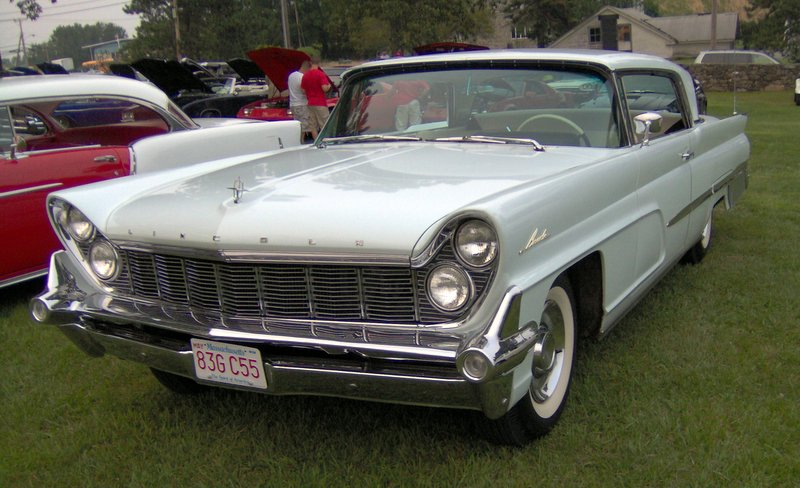
Lincoln Premier uit 1959.

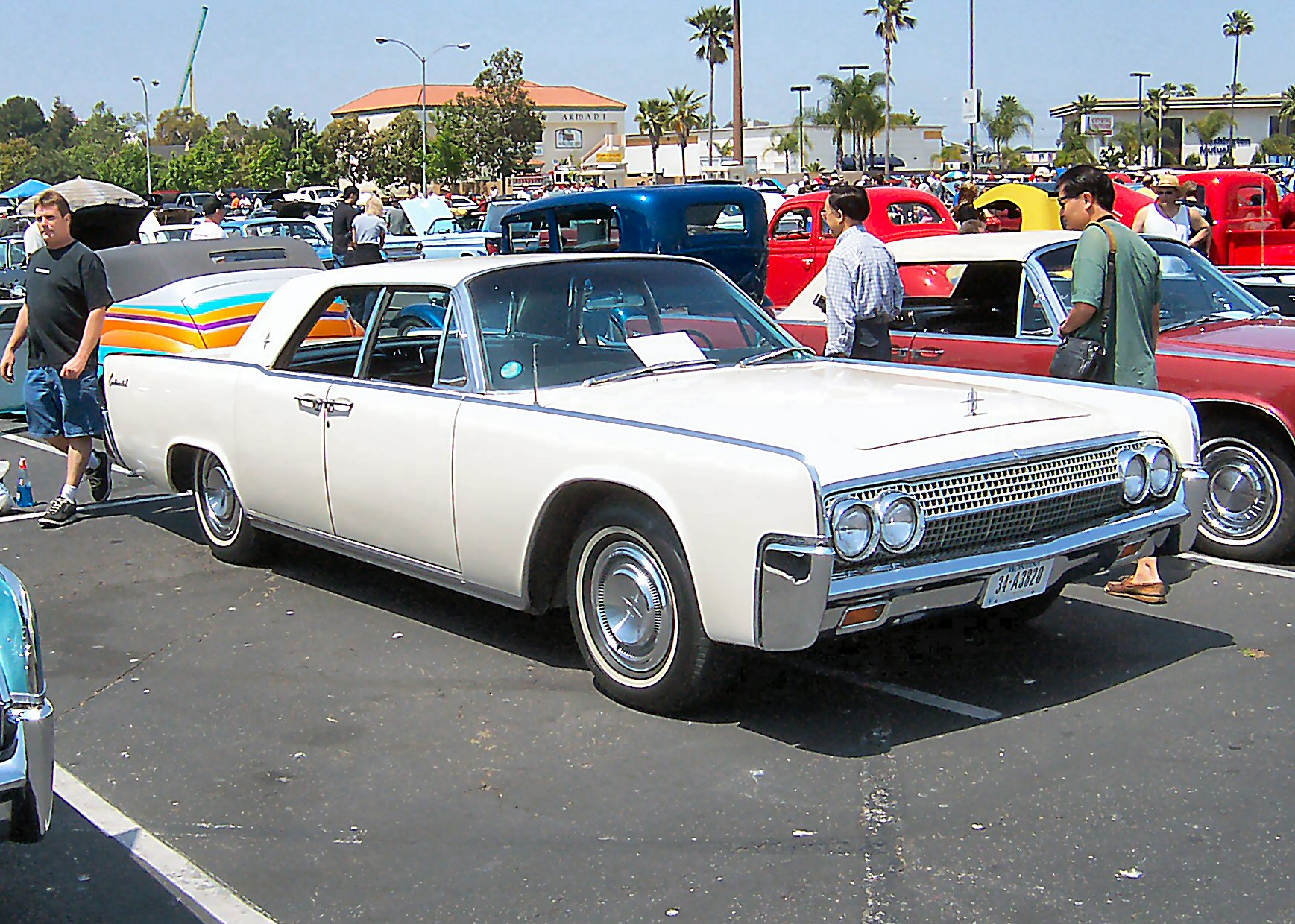
Lincoln Continental uit 1963.

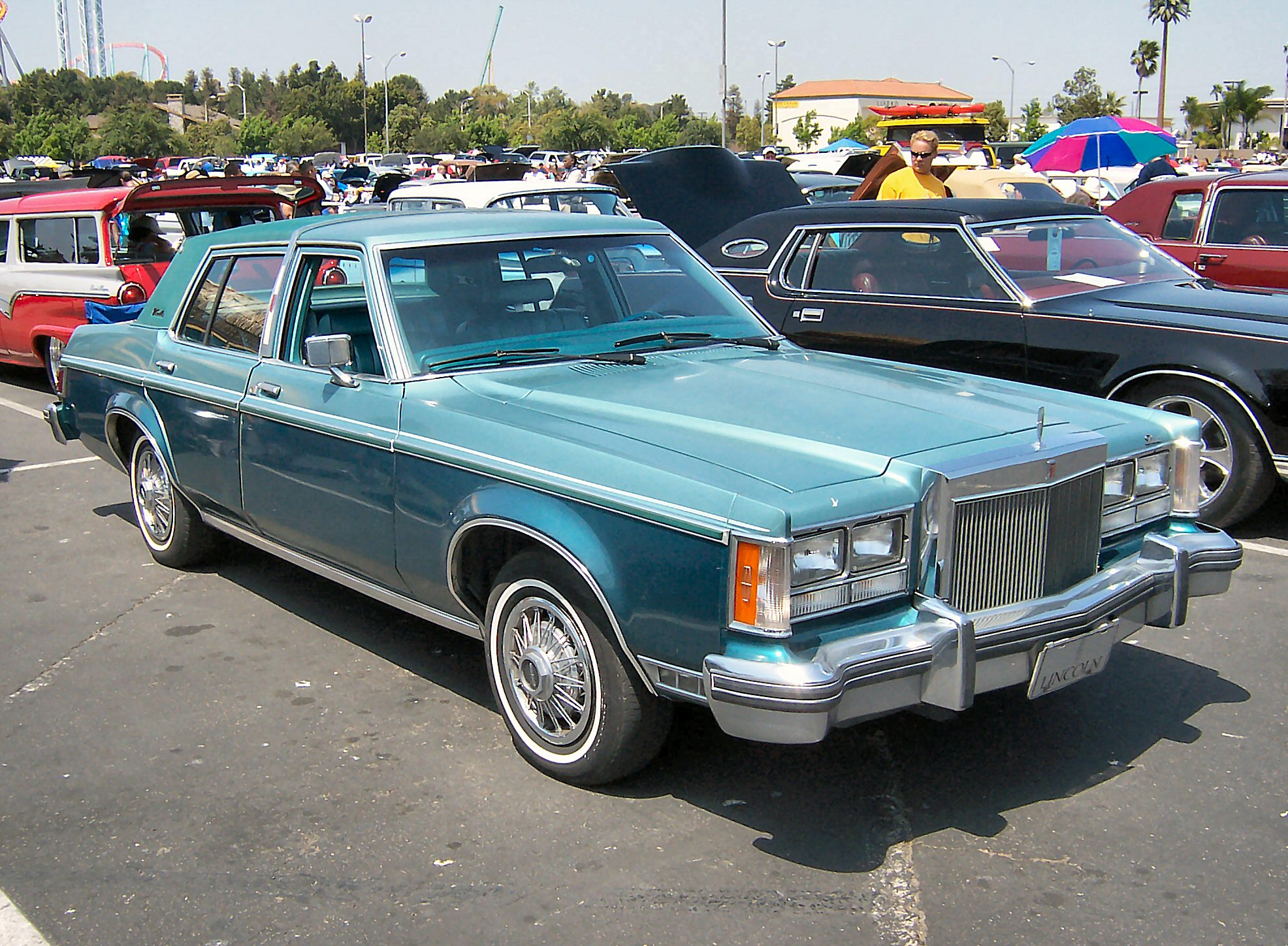
Lincoln Versailles uit 1977-1980.

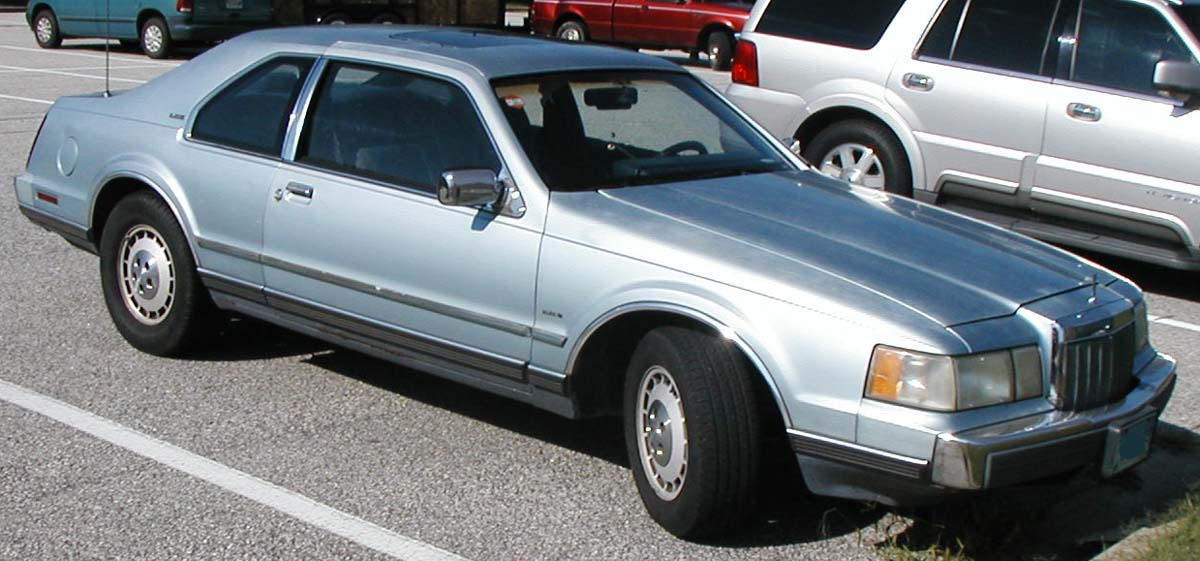
Lincoln Mark VII uit 1984-1992.

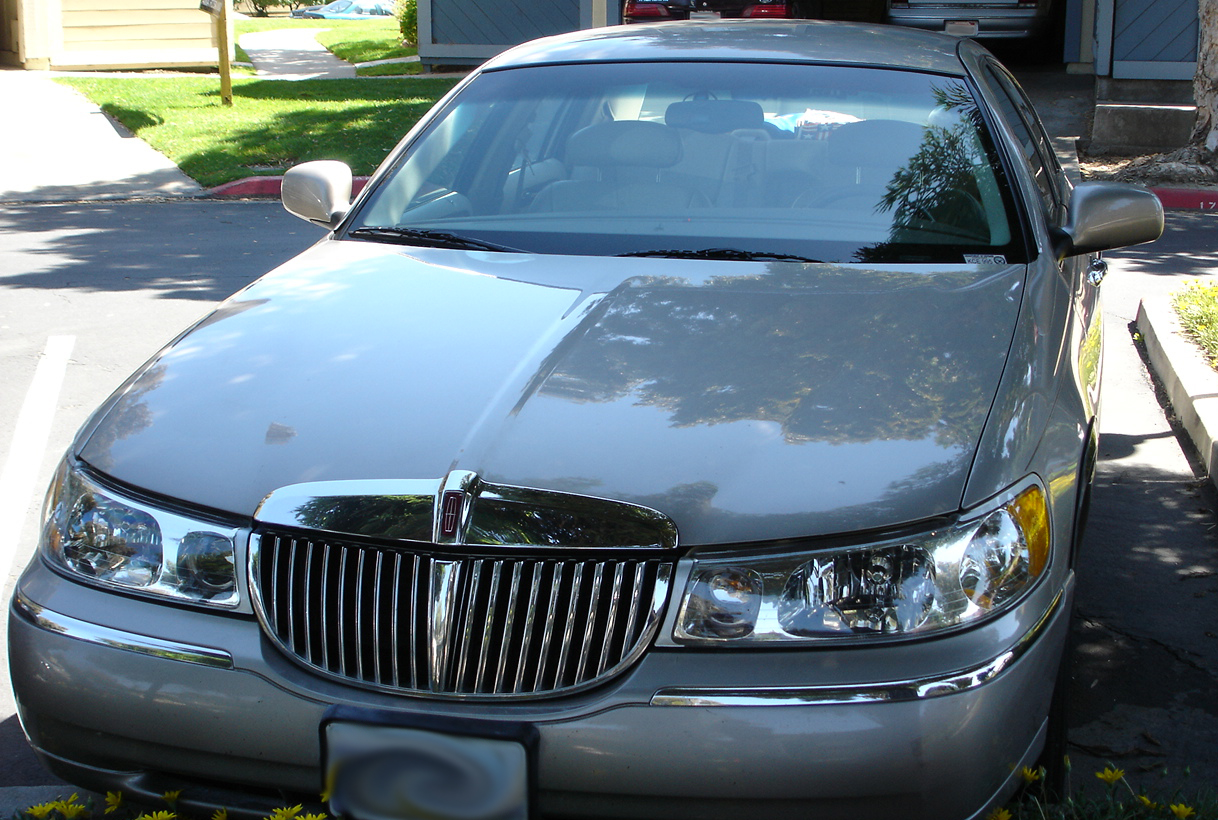
Lincoln Town Car uit 1998-2002.

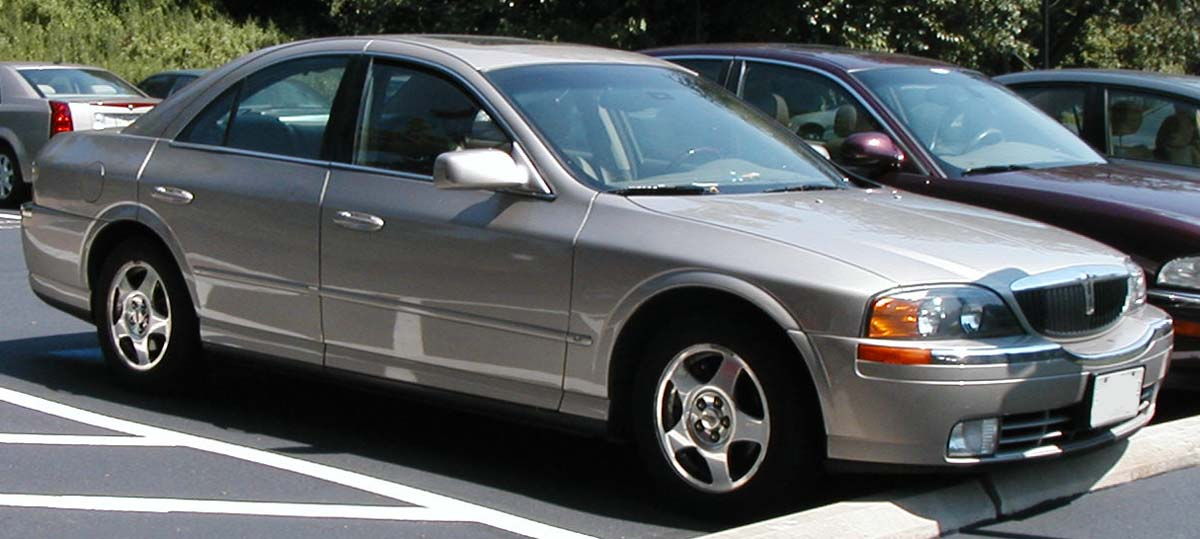
Lincoln LS uit 2000-2002.

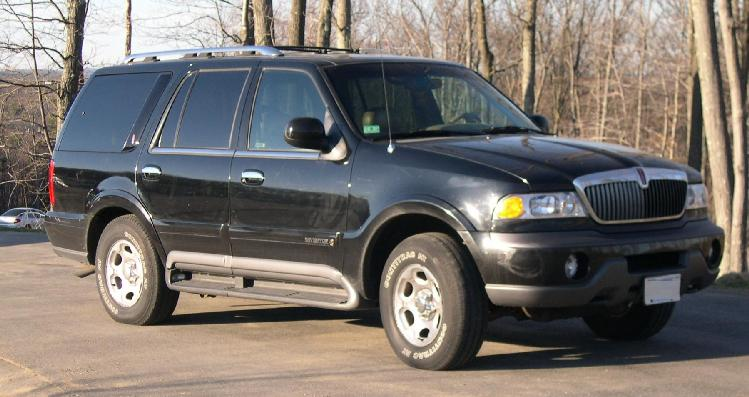
Lincoln Navigator uit 2001.

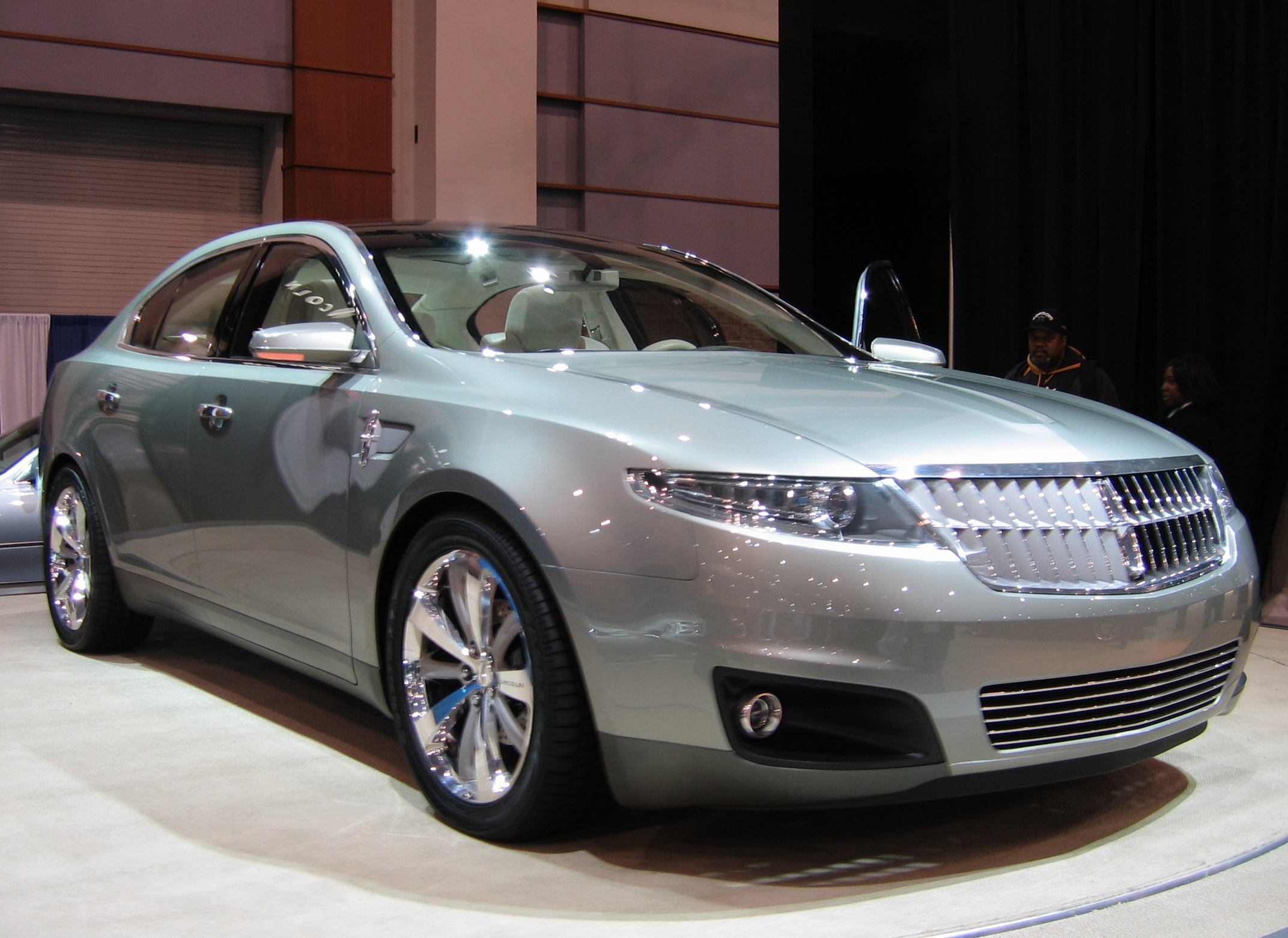
Lincoln MKS voor 2009.

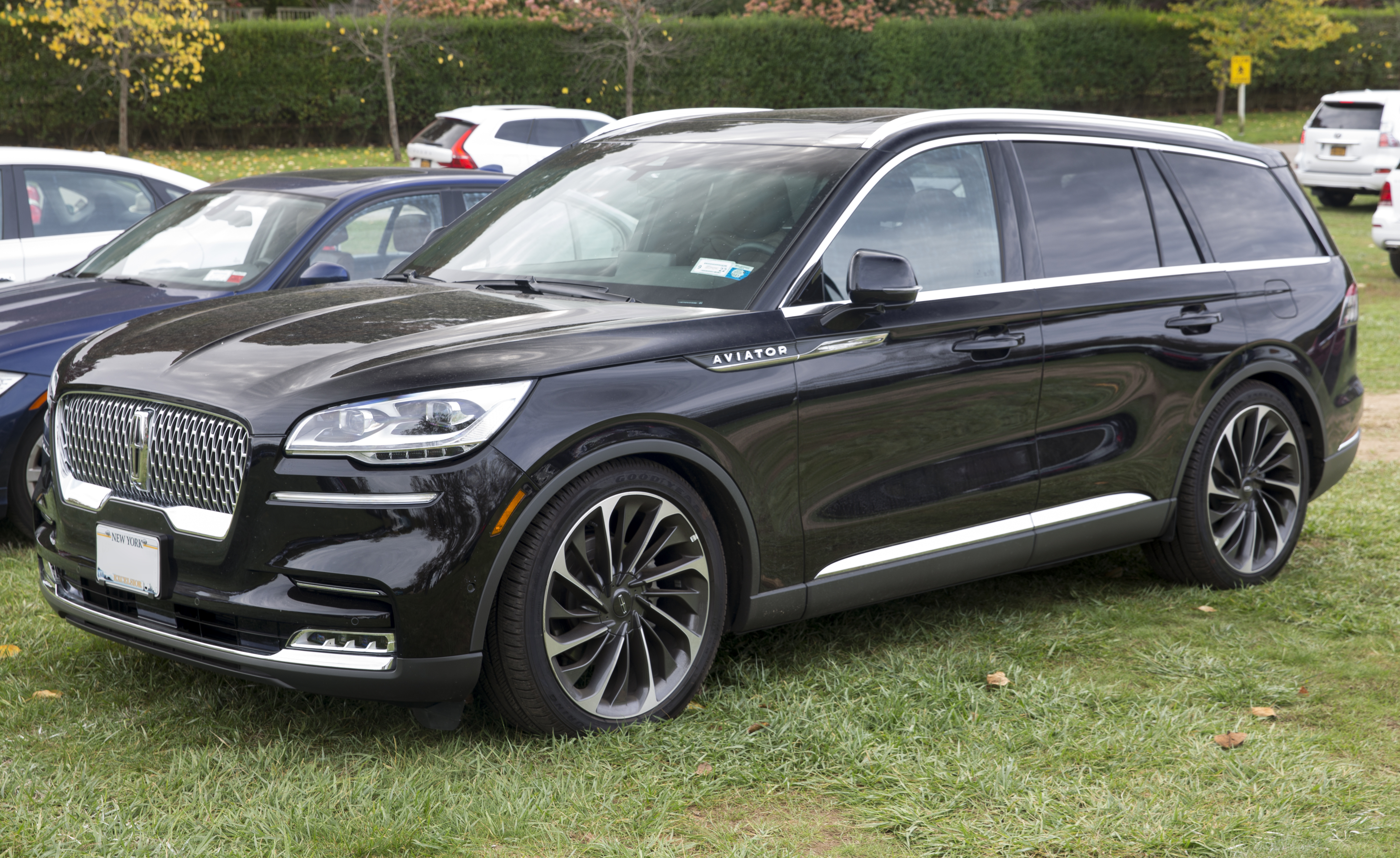
Lincoln Aviator uit 2020.

Lincoln is een Amerikaans merk van luxeauto's. De Lincoln Motor Company werd in 1917 opgericht door Henry Leland en in 1922 overgenomen door de Ford Motor Company. Op jaarbasis worden nog ruim 100.000 voertuigen verkocht. Lincoln heeft een dealernetwerk van 1099 verkooppunten, waarvan 392 alleen Lincoln verkopen en de overige 707 verkopen daarnaast ook Ford voertuigen.
Ironisch genoeg was Henry Leland voordien ook een van de medeoprichters van Cadillac geweest, het merk dat later Lincolns grootste concurrent werd. Andere concurrenten zijn Acura, Audi, BMW, Infiniti, Jaguar, Lexus en Mercedes-Benz.
De Lincoln Town Car is een bekende verschijning in films, op televisie en in het straatbeeld van New York: het was de standaardlimousine voor luxe taxivervoer in de Verenigde Staten. Ook in verlengde uitvoering.

## Geschiedenis

### Voorgeschiedenis
In 1902 richtte Henry Leland samen met enkele investeerders het merk Cadillac op uit de as van de failliete Henry Ford Company (van Henry Ford, die een jaar later Ford oprichtte). In 1909 verkocht hij het bedrijf aan General Motors voor US$ 4,5 miljoen. Leland bleef tot 1917 aan het hoofd van Cadillac. Toen de Verenigde Staten dat jaar betrokken raakten bij de Eerste Wereldoorlog wilde hij Cadillac Liberty vliegtuigmotoren laten bouwen. William Durant, de oprichter en directeur van General Motors, weigerde dat. Daarop nam Leland ontslag.

### Het begin
Henry Leland, toen al 73 jaar oud, richtte daarop een nieuw bedrijf op om de motoren te bouwen. Hij vernoemde het naar zijn grote idool: Abraham Lincoln. Tot het einde van de Eerste Wereldoorlog bleef zijn Lincoln Motor Company vliegtuigmotoren produceren.

### Auto's
Na de oorlog verbouwde Leland zijn fabrieken om auto's te gaan bouwen. Het eerste model was de Lincoln L-Series die in 1920 werd geïntroduceerd. Maar het bedrijf kwam al snel in financiële moeilijkheden. Henry Ford, op aandringen van zijn zoon Edsel, kocht Lincoln voor US$ 8 miljoen in 1922. Leland kwam echter niet overeen met Henry Ford en vertrok in 1923. Lincoln stond toen voor kwalitatief precisiewerk, maar met een oubollige stijl. Edsel Ford huurde verschillende koetswerkbouwers in om een nieuwe moderne stijl te ontwikkelen. Vervolgens werd Lincoln al snel een van de best verkopende luxemerken in de Verenigde Staten, naast Cadillac, Duesenberg en Packard. In 1927 nam Lincoln een greyhound aan als embleem. Later werd het vervangen door het huidige rooster.

### De Grote Depressie
In 1931 werd de L-Series opgevolgd door de Lincoln Model K. Die kreeg een V8-motor van 120 pk in het vooronder. Een jaar later begon Ford ook V8's in te bouwen en kreeg Lincoln een V12 van 150 pk in haar Model KB. De Model KA kreeg een iets kleinere V12-motor van 125 pk.
Intussen zaten de Verenigde Staten midden in de Grote Depressie van de jaren 1930. De markt voor luxeauto's was ingestort en Lincolns verkopen gingen sterk achteruit. Twee verschillende V12-motoren verkopen was niet langer verantwoord en in 1934 werden beide vervangen door een nieuwe V12 van 150 pk.
De verkoop van de grote Model K bleef dalen en in 1936 introduceerde Lincoln de sportievere Lincoln Zephyr. De radicale gestroomlijnde Zephyr hield een groot risico in gezien het fiasco dat Chrysler enkele jaren eerder had meegemaakt met zijn Airflow. Doch werd de Zephyr als een prachtige wagen ontvangen waar de Airflow als lelijk was bestempeld. De Zephyr kreeg een V12 van 110 pk mee.
In 1938 liet Edsel Ford op basis van de Zephyr de Continental ontwerpen. Die was oorspronkelijk bedoeld als unieke privé-wagen maar loste in 1940 de Model K af op de assemblagelijn.

### De Tweede Wereldoorlog
De Zephyr en de Continental werden gebouwd tot begin 1942 wanneer de productie werd stilgelegd voor de oorlogsproductie van de Tweede Wereldoorlog. Na de oorlog hervatte Lincoln, net als de meeste autoconstructeurs, de productie van zijn vooroorlogse modellen. Die werden gebouwd van 1946 tot 1948, maar zonder de aanduiding Zephyr. Tevens waren deze modellen de laatste Amerikaanse productieauto's die een V12 onder de kap kregen.

### Na de Tweede Wereldoorlog
In 1945 werd Lincoln samen met het in 1939 opgerichte merk Mercury samengebracht in de divisie Lincoln-Mercury. Ook het kortstondige merk Edsel was hier even in ondergebracht. Van 1958 tot 1960 heette de divisie Mercury-Edsel-Lincoln.
Voor 1949 kreeg Lincoln een geheel nieuwe stijl aangemeten. Visueel leek die stijl veel op die van zustermerk Mercury. De V12-motoren werden vervangen door V8's. Die stijl ging niet lang mee en werd in 1952 weer vervangen door een nieuwe. Hierop gingen Lincolns meer op een Ford lijken.
In 1956 kwam de Continental weer terug. Een jaar eerder was de Continental-Divisie opgericht die de Continental Mark II bouwde tot 1957. De Mark II kostte US$ 10.000, toen evenveel als een Rolls-Royce. Toen de divisie werd opgeheven ging het model naar Lincoln waar het vanaf 1961 als de Lincoln Continental Mark III het vlaggenschip van het merk werd.
Doorheen de jaren 1960 bleef de stijl van Lincoln nagenoeg onveranderd. Voor 1970 werd de Continental volledig hertekend. Er kwam ook een optiepakket dat Town Car heette en nog meer luxe toevoegde.

### De oliecrises en later
In 1973 en in 1979 vond een oliecrisis plaats. Het gevolg was dat de benzineprijzen in de VS nagenoeg verdrievoudigden. Autobouwers moesten zuinigere auto's gaan bouwen en Lincoln probeerde dat in 1977 met de Lincoln Versailles. De verkoop van die aangepaste Ford Granada kwam echter niet van de grond en in 1980 werd hij geschrapt na amper 50.000 exemplaren.
De Continental werd in 1980 verkleind en kreeg een kleinere en zuinigere motor ingebouwd. In 1981 werd de Town Car een model op zich dat de Continental verving als het nieuwe topmodel van het merk. In 1982 werd de naam Continental opnieuw gebruikt voor een volledig nieuw model. Die kleine Lincoln was onder andere verkrijgbaar met een 3,8 liter V6-motor. Het was de eerste keer dat Lincoln een motor met minder dan 8 cilinders in zijn catalogus had. In 1984 kwam de Mark VII uit die zelfs met een 6-in-lijn turbodiesel van BMW-makelij te verkrijgen was.
In oktober 1996 bouwde Lincoln haar 5 miljoenste auto.
In 1998 was Lincoln nog het best verkochte luxemerk in de VS. Dat had veel te maken met het succes van de Lincoln Navigator en de nieuwe Lincoln Town Car. Nog in 1998 verhuisde Lincoln zijn hoofdkwartier van Detroit naar Irvine (Californië), midden in de belangrijkste afzetmarkt van luxeauto's. Van 1998 tot 2002 maakte het merk deel uit van Fords Premier Automotive Group. Toen werd besloten de lokale (Amerikaanse) merken te scheiden van de buitenlandse (Europese). In het eerste decennium van de 21e eeuw ging Lincoln bij gebrek aan nieuwe modellen steeds verder achteruit. Vanaf 2006 is Lincoln begonnen aan een nieuwe lijn modellen.
Nadat Ford de Mercury divisie in 2011 had afgestoten startte het een agressieve campagne om Lincoln weer als sterk merk in het luxesegment in Noord-Amerika te positioneren. Lincoln heeft namelijk al jaren last van een teruglopende afzet. In juni 2011 werd bekend dat Ford US$ 1 miljard in Lincoln gaat investeren om Lincoln van 85.000 verkochte voertuigen in 2010 naar 162.000 verkochte voertuigen in 2015 te brengen. Volgens de pers zal Lincoln de komende jaren 7 nieuwe modellen op de markt brengen.
De introductie van de nieuwe modellen was succesvol en de Volksrepubliek China is een belangrijke markt geworden naast de traditionele thuismarkt de Verenigde Staten. In 2021 werden voor het eerst de meeste Lincolns in China verkocht. Hier stegen de verkopen met 48% tot 91.000 stuks terwijl in de Verenigde Staten de verkopen met 18% daalden naar 86.929 voertuigen; het laagste niveau sinds 2013.

## Presidentiële limousines
Lincoln heeft een lange geschiedenis in het leveren van limousines voor de Amerikaanse president. De eerste speciaal voor presidentieel gebruik gebouwde auto was een Lincoln V12 uit 1939 met de bijnaam Sunshine Special. Deze auto werd gebruikt door Franklin D. Roosevelt. Deze limousine bleef in gebruik tot 1950. Toen werd een nieuwe auto verstrekt, een Lincoln Cosmopolitan, bijgenaamd Bubble Top. Deze auto werd gebruikt door de presidenten Truman, Eisenhower, Kennedy en één keer door president Johnson. De auto werd gepensioneerd in 1965.
De auto waarin president Kennedy werd vermoord was een Lincoln Continental SS-100-X cabriolet uit 1961. Deze auto was in gebruik tussen 1961 en 1977. Na de moord op president Kennedy werd de auto stevig verbouwd zodat het een kogelwerende sedan werd. President Nixon gebruikte een Lincoln uit 1969. De presidenten Ford, Carter, Reagan en Bush reden in een Lincoln uit 1972. In 1989 leverde Lincoln zijn voorlopig laatste presidentiële limousine. Concurrent Cadillac leverde er een in 1983, 1993, 2001 en 2004.

## Modellen

### Huidige modellen
- 2020 - heden: Lincoln Aviator, terreinwagen, middelgroot, luxe tegenhanger van de Ford Explorer
- 2020 - heden: Lincoln Corsair, terreinwagen, klein, luxe tegenhanger van de Ford Escape
- 1997 - heden: Lincoln Navigator, terreinwagen, groot, luxe tegenhanger van de Ford Expedition
- 2019 - heden: Lincoln Nautilus, terreinwagen, middelgroot, luxe tegenhanger van de Ford Explorer (opvolger van de Lincoln MKX)
- 2022 - heden: Lincoln Zephyr, hogere middenklasse, middelgroot, luxe tegenhanger van de Ford Mondeo (exclusief voor de Chinese markt)

### Recente modellen
- 2002 - 2005: Lincoln Aviator, terreinwagen, middelgroot, luxe tegenhanger van de Ford Explorer
- 1956 - 2002: Lincoln Continental, hogere middenklasse, middelgroot, luxe tegenhanger van de Ford Taurus
- 2017 - 2020: Lincoln Continental, topklasse, groot, luxe concurrent van Jaguar Cars en andere luxe merken
- 1999 - 2006: Lincoln LS, hogere middenklasse, middelgroot, luxe tegenhanger van de Ford Thunderbird
- 2015 - 2019: Lincoln MKC, terreinwagen, klein, luxe tegenhanger van de Ford Escape (opvolger: Lincoln Corsair)
- 2008 - 2016: Lincoln MKS, topklasse, groot, luxe tegenhanger van de Ford Taurus
- 2009 - 2019: Lincoln MKT, cross-over, middelgroot, luxe tegenhanger van de Ford Flex (alleen als taxi verkrijgbaar: niet voor particuliere aankoop)
- 2006 - 2018: Lincoln MKX, cross-over, compact, luxe tegenhanger van de Ford Edge (opvolger: Lincoln Nautilus)
- 2006 - 2020: Lincoln MKZ, hogere middenklasse, middelgroot, luxe tegenhanger van de Ford Fusion
- 2005 - 2014: Lincoln Mark LT, pick-up, middelgroot, luxe tegenhanger van de Ford F-150 (was sinds 2008 alleen in Mexico verkrijgbaar)
- 1981 - 2011: Lincoln Town Car, topklasse, groot, luxe tegenhanger van de Ford Crown Victoria
- 2006 - 2006: Lincoln Zephyr, hogere middenklasse, middelgroot, voorganger van de Lincoln MKZ

### Tijdlijn
| « vorig — Lincoln-modellen van 1980 tot heden | « vorig — Lincoln-modellen van 1980 tot heden | « vorig — Lincoln-modellen van 1980 tot heden | « vorig — Lincoln-modellen van 1980 tot heden | « vorig — Lincoln-modellen van 1980 tot heden | « vorig — Lincoln-modellen van 1980 tot heden | « vorig — Lincoln-modellen van 1980 tot heden | « vorig — Lincoln-modellen van 1980 tot heden | « vorig — Lincoln-modellen van 1980 tot heden | « vorig — Lincoln-modellen van 1980 tot heden | « vorig — Lincoln-modellen van 1980 tot heden | « vorig — Lincoln-modellen van 1980 tot heden | « vorig — Lincoln-modellen van 1980 tot heden | « vorig — Lincoln-modellen van 1980 tot heden | « vorig — Lincoln-modellen van 1980 tot heden | « vorig — Lincoln-modellen van 1980 tot heden | « vorig — Lincoln-modellen van 1980 tot heden | « vorig — Lincoln-modellen van 1980 tot heden | « vorig — Lincoln-modellen van 1980 tot heden | « vorig — Lincoln-modellen van 1980 tot heden | « vorig — Lincoln-modellen van 1980 tot heden | « vorig — Lincoln-modellen van 1980 tot heden | « vorig — Lincoln-modellen van 1980 tot heden | « vorig — Lincoln-modellen van 1980 tot heden | « vorig — Lincoln-modellen van 1980 tot heden | « vorig — Lincoln-modellen van 1980 tot heden | « vorig — Lincoln-modellen van 1980 tot heden | « vorig — Lincoln-modellen van 1980 tot heden | « vorig — Lincoln-modellen van 1980 tot heden | « vorig — Lincoln-modellen van 1980 tot heden | « vorig — Lincoln-modellen van 1980 tot heden | « vorig — Lincoln-modellen van 1980 tot heden | « vorig — Lincoln-modellen van 1980 tot heden | « vorig — Lincoln-modellen van 1980 tot heden | « vorig — Lincoln-modellen van 1980 tot heden | « vorig — Lincoln-modellen van 1980 tot heden | « vorig — Lincoln-modellen van 1980 tot heden | « vorig — Lincoln-modellen van 1980 tot heden | « vorig — Lincoln-modellen van 1980 tot heden | « vorig — Lincoln-modellen van 1980 tot heden | « vorig — Lincoln-modellen van 1980 tot heden | « vorig — Lincoln-modellen van 1980 tot heden | « vorig — Lincoln-modellen van 1980 tot heden | « vorig — Lincoln-modellen van 1980 tot heden | « vorig — Lincoln-modellen van 1980 tot heden | « vorig — Lincoln-modellen van 1980 tot heden |
| --------------------------------------------- | --------------------------------------------- | --------------------------------------------- | --------------------------------------------- | --------------------------------------------- | --------------------------------------------- | --------------------------------------------- | --------------------------------------------- | --------------------------------------------- | --------------------------------------------- | --------------------------------------------- | --------------------------------------------- | --------------------------------------------- | --------------------------------------------- | --------------------------------------------- | --------------------------------------------- | --------------------------------------------- | --------------------------------------------- | --------------------------------------------- | --------------------------------------------- | --------------------------------------------- | --------------------------------------------- | --------------------------------------------- | --------------------------------------------- | --------------------------------------------- | --------------------------------------------- | --------------------------------------------- | --------------------------------------------- | --------------------------------------------- | --------------------------------------------- | --------------------------------------------- | --------------------------------------------- | --------------------------------------------- | --------------------------------------------- | --------------------------------------------- | --------------------------------------------- | --------------------------------------------- | --------------------------------------------- | --------------------------------------------- | --------------------------------------------- | --------------------------------------------- | --------------------------------------------- | --------------------------------------------- | --------------------------------------------- | --------------------------------------------- | --------------------------------------------- |
| Type                                          | 1980                                          | 1980                                          | 1980                                          | 1980                                          | 1980                                          | 1980                                          | 1980                                          | 1980                                          | 1980                                          | 1980                                          | 1990                                          | 1990                                          | 1990                                          | 1990                                          | 1990                                          | 1990                                          | 1990                                          | 1990                                          | 1990                                          | 1990                                          | 2000                                          | 2000                                          | 2000                                          | 2000                                          | 2000                                          | 2000                                          | 2000                                          | 2000                                          | 2000                                          | 2000                                          | 2010                                          | 2010                                          | 2010                                          | 2010                                          | 2010                                          | 2010                                          | 2010                                          | 2010                                          | 2010                                          | 2010                                          | 2020                                          | 2020                                          | 2020                                          | 2020                                          | 2020                                          |
| Type                                          | 0                                             | 1                                             | 2                                             | 3                                             | 4                                             | 5                                             | 6                                             | 7                                             | 8                                             | 9                                             | 0                                             | 1                                             | 2                                             | 3                                             | 4                                             | 5                                             | 6                                             | 7                                             | 8                                             | 9                                             | 0                                             | 1                                             | 2                                             | 3                                             | 4                                             | 5                                             | 6                                             | 7                                             | 8                                             | 9                                             | 0                                             | 1                                             | 2                                             | 3                                             | 4                                             | 5                                             | 6                                             | 7                                             | 8                                             | 9                                             | 0                                             | 1                                             | 2                                             | 3                                             | 4                                             |
| Hogere middenklasse                           | Versailles                                    |                                               | Continental VII                               | Continental VII                               | Continental VII                               | Continental VII                               | Continental VII                               | Continental VII                               | Continental VIII                              | Continental VIII                              | Continental VIII                              | Continental VIII                              | Continental VIII                              | Continental VIII                              | Continental VIII                              | Continental IX                                | Continental IX                                | Continental IX                                | Continental IX                                | Continental IX                                | Continental IX                                | Continental IX                                | Continental IX                                |                                               |                                               |                                               | Zephyr / MKZ                                  | Zephyr / MKZ                                  | Zephyr / MKZ                                  | Zephyr / MKZ                                  | Zephyr / MKZ                                  | Zephyr / MKZ                                  | Zephyr / MKZ                                  | MKZ                                           | MKZ                                           | MKZ                                           | MKZ                                           | MKZ                                           | MKZ                                           | MKZ                                           | MKZ                                           |                                               | Z (Zephyr)(CN)                                | Z (Zephyr)(CN)                                | Z (Zephyr)(CN)                                |
| Hogere middenklasse                           |                                               |                                               |                                               |                                               |                                               |                                               |                                               |                                               |                                               |                                               |                                               |                                               |                                               |                                               |                                               |                                               |                                               |                                               |                                               | LS                                            |                                               |                                               |                                               |                                               |                                               |                                               |                                               |                                               |                                               |                                               |                                               |                                               |                                               |                                               |                                               |                                               |                                               |                                               |                                               |                                               |                                               |                                               |                                               |                                               |                                               |
| Topklasse                                     | Continental VI                                |                                               |                                               |                                               |                                               |                                               |                                               |                                               |                                               |                                               |                                               |                                               |                                               |                                               |                                               |                                               |                                               |                                               |                                               |                                               |                                               |                                               |                                               |                                               |                                               |                                               |                                               |                                               | MKS                                           | MKS                                           | MKS                                           | MKS                                           | MKS                                           | MKS                                           | MKS                                           | MKS                                           | MKS                                           | Continental X                                 | Continental X                                 | Continental X                                 | Continental X                                 |                                               |                                               |                                               |                                               |
| Topklasse                                     |                                               | Town Car I                                    | Town Car I                                    | Town Car I                                    | Town Car I                                    | Town Car I                                    | Town Car I                                    | Town Car I                                    | Town Car I                                    | Town Car I                                    | Town Car II                                   | Town Car II                                   | Town Car II                                   | Town Car II                                   | Town Car II                                   | Town Car II                                   | Town Car II                                   | Town Car II                                   | Town Car III                                  | Town Car III                                  | Town Car III                                  | Town Car III                                  | Town Car III                                  | Town Car III                                  | Town Car III                                  | Town Car III                                  | Town Car III                                  | Town Car III                                  | Town Car III                                  | Town Car III                                  | Town Car III                                  | Town Car III                                  |                                               |                                               |                                               |                                               |                                               |                                               |                                               |                                               |                                               |                                               |                                               |                                               |                                               |
| Personal luxury                               | Continental Mark VI                           | Continental Mark VI                           | Continental Mark VI                           | Continental Mark VI                           | (Continental) Mark VII                        | (Continental) Mark VII                        | (Continental) Mark VII                        | (Continental) Mark VII                        | (Continental) Mark VII                        | (Continental) Mark VII                        | (Continental) Mark VII                        | (Continental) Mark VII                        | (Continental) Mark VII                        | Mark VIII                                     | Mark VIII                                     | Mark VIII                                     | Mark VIII                                     | Mark VIII                                     | Mark VIII                                     |                                               |                                               |                                               |                                               |                                               |                                               |                                               |                                               |                                               |                                               |                                               |                                               |                                               |                                               |                                               |                                               |                                               |                                               |                                               |                                               |                                               |                                               |                                               |                                               |                                               |                                               |
| Compacte CUV                                  |                                               |                                               |                                               |                                               |                                               |                                               |                                               |                                               |                                               |                                               |                                               |                                               |                                               |                                               |                                               |                                               |                                               |                                               |                                               |                                               |                                               |                                               |                                               |                                               |                                               |                                               |                                               |                                               |                                               |                                               |                                               |                                               |                                               |                                               |                                               | MKC                                           | MKC                                           | MKC                                           | MKC                                           | MKC                                           | Corsair                                       | Corsair                                       | Corsair                                       | Corsair                                       | Corsair                                       |
| Middelgrote CUV                               |                                               |                                               |                                               |                                               |                                               |                                               |                                               |                                               |                                               |                                               |                                               |                                               |                                               |                                               |                                               |                                               |                                               |                                               |                                               |                                               |                                               |                                               |                                               |                                               |                                               |                                               |                                               | MKX                                           | MKX                                           | MKX                                           | MKX                                           | MKX                                           | MKX                                           | MKX                                           | MKX                                           | MKX                                           | MKX / Nautilus                                | MKX / Nautilus                                | MKX / Nautilus                                | MKX / Nautilus                                | MKX / Nautilus                                | MKX / Nautilus                                | MKX / Nautilus                                | MKX / Nautilus                                | Nautilus                                      |
| Middelgrote CUV                               |                                               |                                               |                                               |                                               |                                               |                                               |                                               |                                               |                                               |                                               |                                               |                                               |                                               |                                               |                                               |                                               |                                               |                                               |                                               |                                               |                                               |                                               |                                               |                                               |                                               |                                               |                                               |                                               |                                               |                                               |                                               |                                               |                                               |                                               |                                               |                                               |                                               |                                               |                                               | Aviator                                       |                                               |                                               |                                               |                                               |                                               |
| CUV                                           |                                               |                                               |                                               |                                               |                                               |                                               |                                               |                                               |                                               |                                               |                                               |                                               |                                               |                                               |                                               |                                               |                                               |                                               |                                               |                                               |                                               |                                               |                                               |                                               |                                               |                                               |                                               |                                               |                                               |                                               | MKT                                           | MKT                                           | MKT                                           | MKT                                           | MKT                                           | MKT                                           | MKT                                           | MKT                                           | MKT                                           | MKT                                           |                                               |                                               |                                               |                                               |                                               |
| Middelgrote SUV                               |                                               |                                               |                                               |                                               |                                               |                                               |                                               |                                               |                                               |                                               |                                               |                                               |                                               |                                               |                                               |                                               |                                               |                                               |                                               |                                               |                                               |                                               |                                               | Aviator                                       | Aviator                                       | Aviator                                       |                                               |                                               |                                               |                                               |                                               |                                               |                                               |                                               |                                               |                                               |                                               |                                               |                                               |                                               |                                               |                                               |                                               |                                               |                                               |
| SUV                                           |                                               |                                               |                                               |                                               |                                               |                                               |                                               |                                               |                                               |                                               |                                               |                                               |                                               |                                               |                                               |                                               |                                               |                                               | Navigator I                                   | Navigator I                                   | Navigator I                                   | Navigator I                                   | Navigator I                                   | Navigator II                                  | Navigator II                                  | Navigator II                                  | Navigator II                                  | Navigator III                                 | Navigator III                                 | Navigator III                                 | Navigator III                                 | Navigator III                                 | Navigator III                                 | Navigator III                                 | Navigator III                                 | Navigator III                                 | Navigator III                                 | Navigator III                                 | Navigator IV                                  | Navigator IV                                  | Navigator IV                                  | Navigator IV                                  | Navigator IV                                  | Navigator IV                                  | Navigator IV                                  |
| Pick-up                                       |                                               |                                               |                                               |                                               |                                               |                                               |                                               |                                               |                                               |                                               |                                               |                                               |                                               |                                               |                                               |                                               |                                               |                                               |                                               |                                               |                                               |                                               | Blackwood                                     |                                               |                                               |                                               | Mark LT                                       | Mark LT                                       | Mark LT                                       |                                               | Mark LT                                       | Mark LT                                       | Mark LT                                       | Mark LT                                       | Mark LT                                       |                                               |                                               |                                               |                                               |                                               |                                               |                                               |                                               |                                               |                                               |
| Eigenaar                                      | Ford Motor Company                            | Ford Motor Company                            | Ford Motor Company                            | Ford Motor Company                            | Ford Motor Company                            | Ford Motor Company                            | Ford Motor Company                            | Ford Motor Company                            | Ford Motor Company                            | Ford Motor Company                            | Ford Motor Company                            | Ford Motor Company                            | Ford Motor Company                            | Ford Motor Company                            | Ford Motor Company                            | Ford Motor Company                            | Ford Motor Company                            | Ford Motor Company                            | Ford Motor Company                            | Ford Motor Company                            | Ford Motor Company                            | Ford Motor Company                            | Ford Motor Company                            | Ford Motor Company                            | Ford Motor Company                            | Ford Motor Company                            | Ford Motor Company                            | Ford Motor Company                            | Ford Motor Company                            | Ford Motor Company                            | Ford Motor Company                            | Ford Motor Company                            | Ford Motor Company                            | Ford Motor Company                            | Ford Motor Company                            | Ford Motor Company                            | Ford Motor Company                            | Ford Motor Company                            | Ford Motor Company                            | Ford Motor Company                            | Ford Motor Company                            | Ford Motor Company                            | Ford Motor Company                            | Ford Motor Company                            | Ford Motor Company                            |

## Fabrieken
Volgende fabrieken assembleerden of assembleren (een) model(len) van het merk Lincoln:
| Fabriek                        | Plaats                                 | Model(len)                  | Noot                              |
| ------------------------------ | -------------------------------------- | --------------------------- | --------------------------------- |
| Chicago Assembly               | Chicago (Illinois, Verenigde Staten)   | Lincoln MKS                 |                                   |
| Dearborn Truck                 | Dearborn (Michigan, Verenigde Staten)  | Lincoln Mark LT             | Behoort tot de River Rouge Plant. |
| Hermosillo Stamping & Assembly | Hermosillo (Sonora, Mexico)            | Lincoln Zephyr              |                                   |
| Michigan Truck                 | Wayne (Michigan, Verenigde Staten)     | Lincoln Navigator           |                                   |
| Oakville Assembly              | Oakville (Ontario, Canada)             | Lincoln MKX                 |                                   |
| St. Louis Assembly             | Hazelwood (Missouri, Verenigde Staten) | Lincoln Aviator             | Stilgelegd in maart 2006.         |
| Wixom Assembly Plant           | Wixom (Michigan, Verenigde Staten)     | Lincoln Town Car Lincoln LS | Stilgelegd in 2008.               |

## Verkoopcijfers
Hierna volgen Lincolns verkoopcijfers in de Verenigde Staten van de voorbije jaren:

## Productieaantallen
Volgende tabel geeft Lincolns jaarlijkse productieaantallen weer van 1922 tot 1995 in de Verenigde Staten: